# Odprto prvenstvo Anglije 2016
Odprto prvenstvo Anglije 2016 je teniški turnir za Grand Slam, ki je med 27. junijem in 10. julijem 2016 potekal v Londonu.

## Moški posamično
- Andy Murray :  Milos Raonic, 6–4, 7–6(7–3), 7–6(7–2)

## Ženske posamično
- Serena Williams  :  Angelique Kerber, 7–5, 6–3

## Moške dvojice
- Pierre-Hugues Herbert /  Nicolas Mahut :  Julien Benneteau /  Édouard Roger-Vasselin, 6–4, 7–6(7–1), 6–3

## Ženske dvojice
- Serena Williams /  Venus Williams :  Tímea Babos  /  Jaroslava Švedova, 6–3, 6–4

## Mešane dvojice
- Henri Kontinen /  Heather Watson :  Robert Farah /  Anna-Lena Grönefeld  7–6(7–5), 6–4